# Panther De Ville
Der Panther De Ville ist ein Automobil des britischen Fahrzeugherstellers Panther Westwinds, das von 1974 bis 1985 in geringen Stückzahlen und in Handarbeit hergestellt wurde. Im Stil lehnt es sich an das Design der 1930er Jahre an. Robert Jankel, der Inhaber von Panther Westwinds, hatte sich erkennbar von dem Bugatti T41 „Royale“ inspirieren lassen. Allerdings ist der De Ville keine akkurate Kopie des Vorbilds, sondern stellt eine sehr freie Interpretation dieses Themas dar.

## Technik
Der De Ville ruht auf einem Chassis, das Panther eigens für dieses Fahrzeug entwickelt hatte. Die Antriebstechnik stammt weitestgehend von Jaguar; das gilt für den Motor ebenso wie für das Automatikgetriebe und weitere Komponenten. Zur Verfügung standen sowohl der 4,2-Liter-Sechszylinder als auch der 5,3-Liter-Zwölfzylinder von Jaguar; der Sechszylinder fand allerdings bei Weitem mehr Verbreitung. Die Verwendung von Jaguar-Technik erforderte auf der rechten Seite der Motorhaube eine auffällige Ausbuchtung, die dem Erscheinungsbild abträglich, im Hinblick auf die Unterbringung des Motors aber unvermeidbar war.
Die meisten De-Ville-Modelle wurden als viertürige Limousinen hergestellt. Daneben gab es auch einzelne Exemplare, die als zweitüriges Coupé und als Cabriolet gebaut wurden. Die Fahrgastzelle der viertürigen Limousine wurde vom Austin 1800 „Landcrab“ übernommen; das ist an den breiten Türen erkennbar, die für dieses Modell (und einige weitere Ableitungen) bezeichnend waren. Beim Coupé hingegen stammten die Türen vom Jaguar XJC.

## Verbreitung
Zwischen 1974 und 1985 entstanden insgesamt 60 De Ville, davon 46 als Limousine und 11 als Cabriolet. Ein Exemplar wurde 1984 als verlängerte sechstürige Limousine hergestellt; Abnehmer war ein Prinz aus Malaysia.

## Der Panther De Ville im Film
In dem 1979 veröffentlichten britischen Spielfilm The Golden Lady fährt die von Christina World verkörperte Privatagentin Julia Hemmingway einen dunkelblauen Panther De Ville.
In der Realverfilmung 101 Dalmatiner - Diesmal sind die Hunde echt von 1996 fuhr Glenn Close als Cruella de Vil ein zweitüriges, schwarz-weiß lackiertes Panther De Ville Cabriolet.

## Galerie

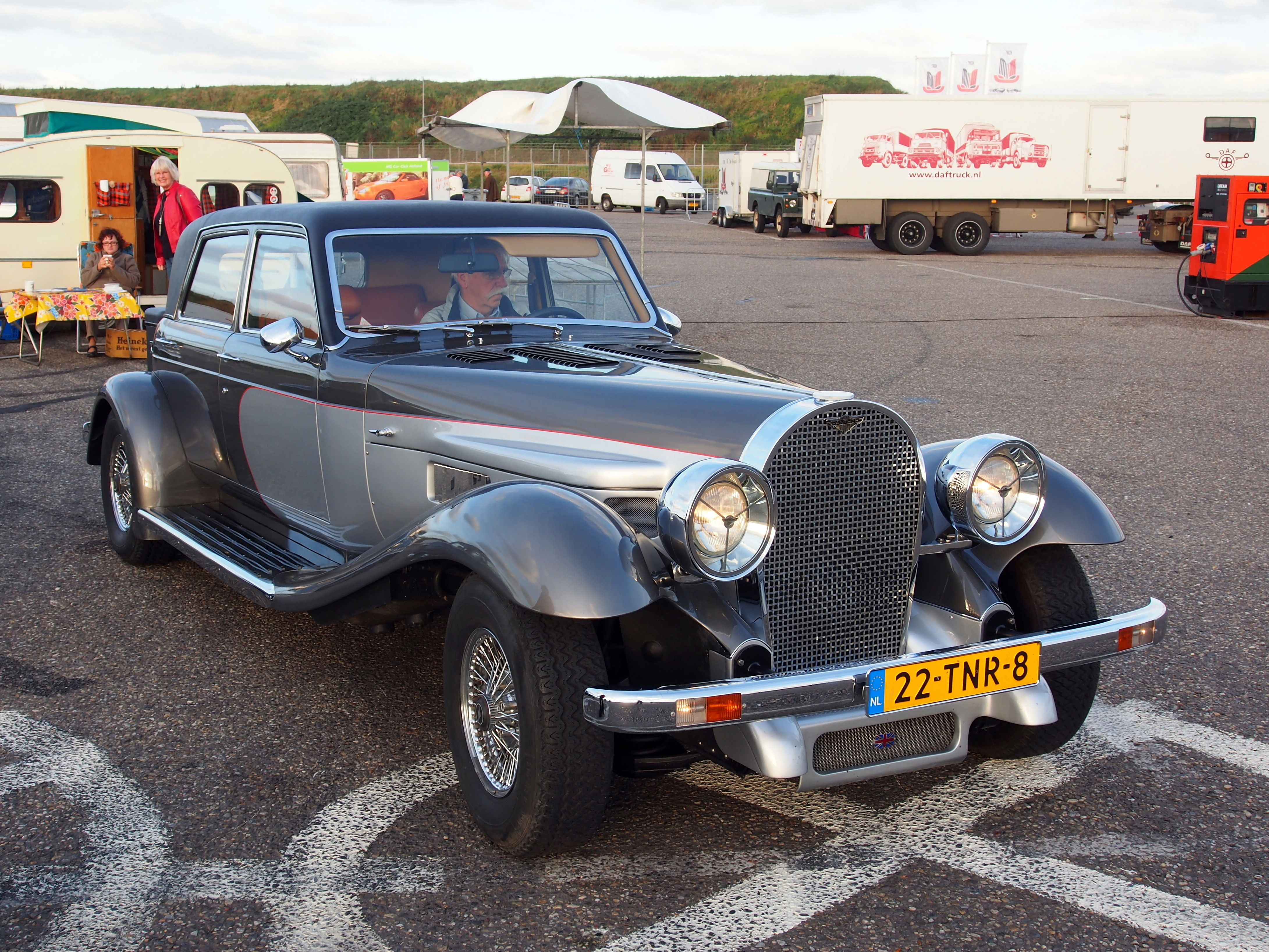
Bugatti-Kopie: Hufeisenförmige Kühlermaske
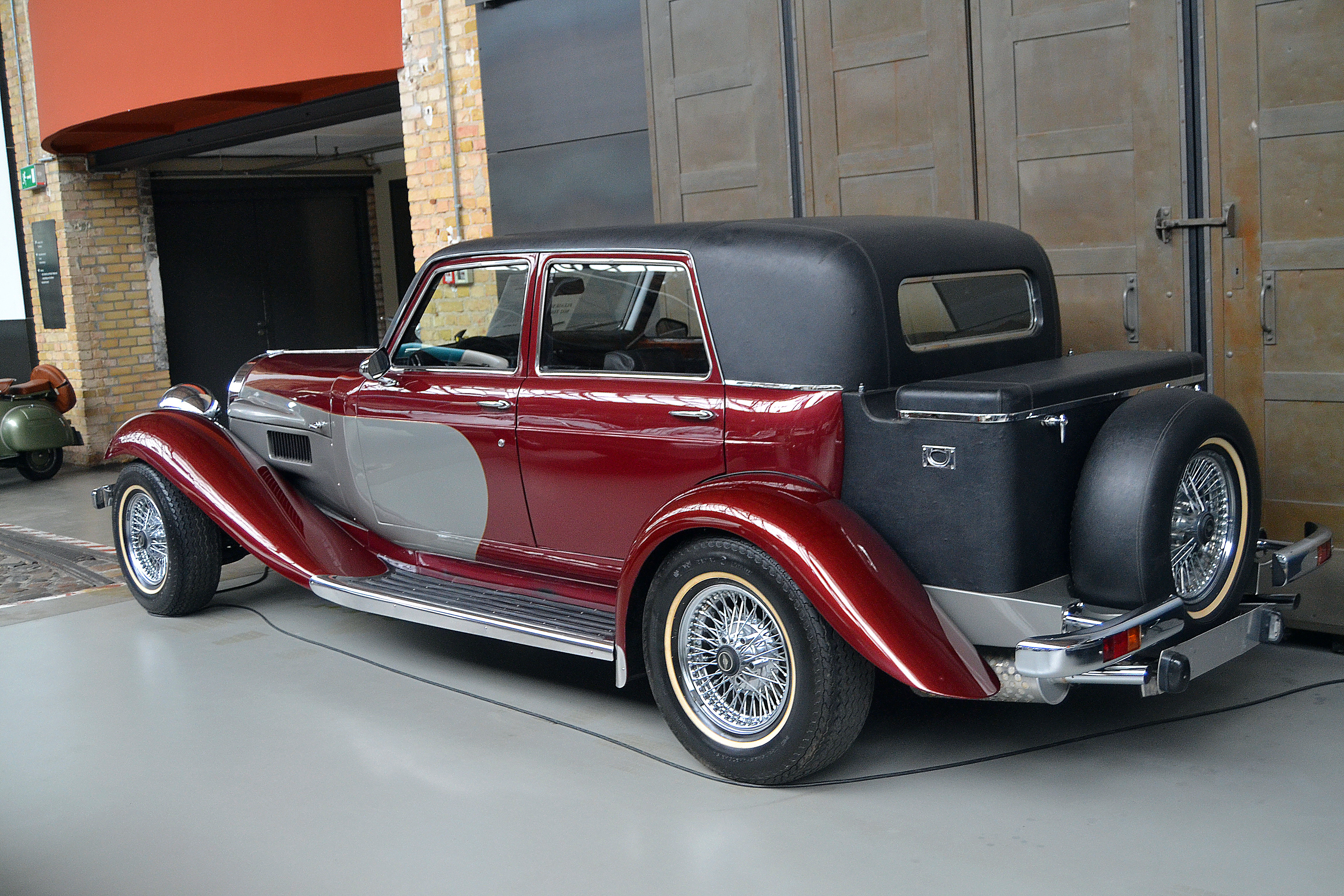
Heckansicht des Saloon
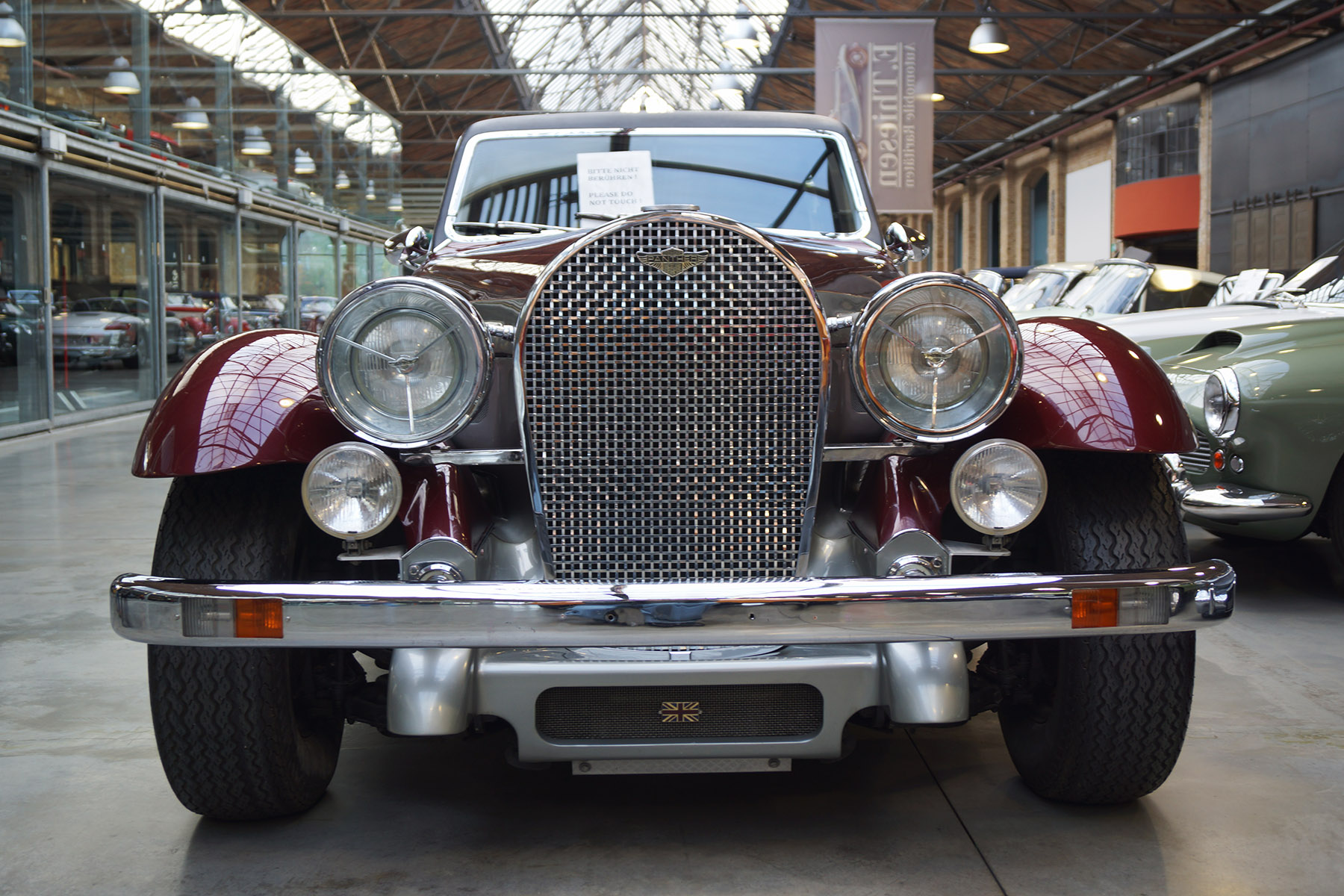
Panther De Ville
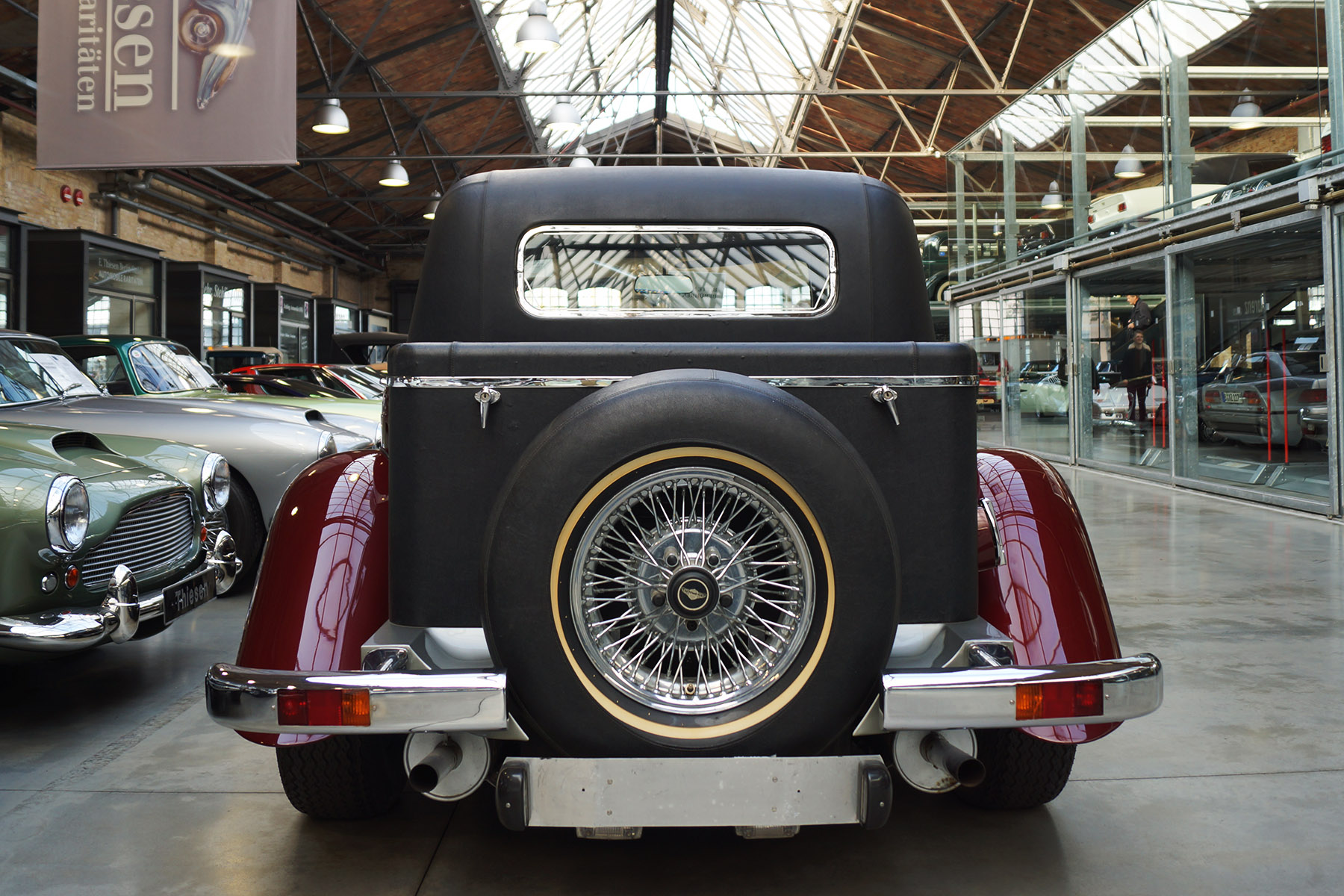
Panther De Ville
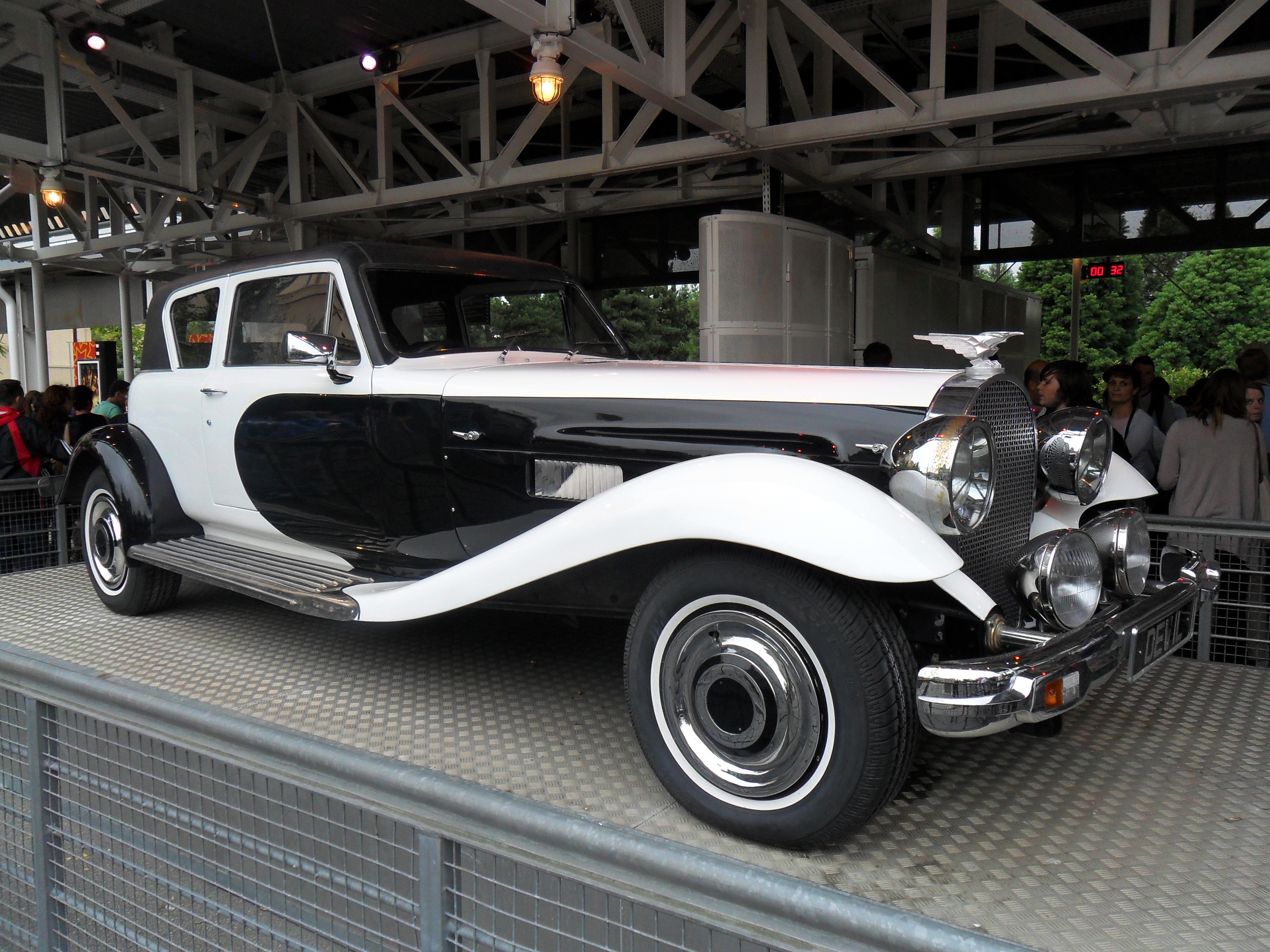
Zweitüriger De Ville
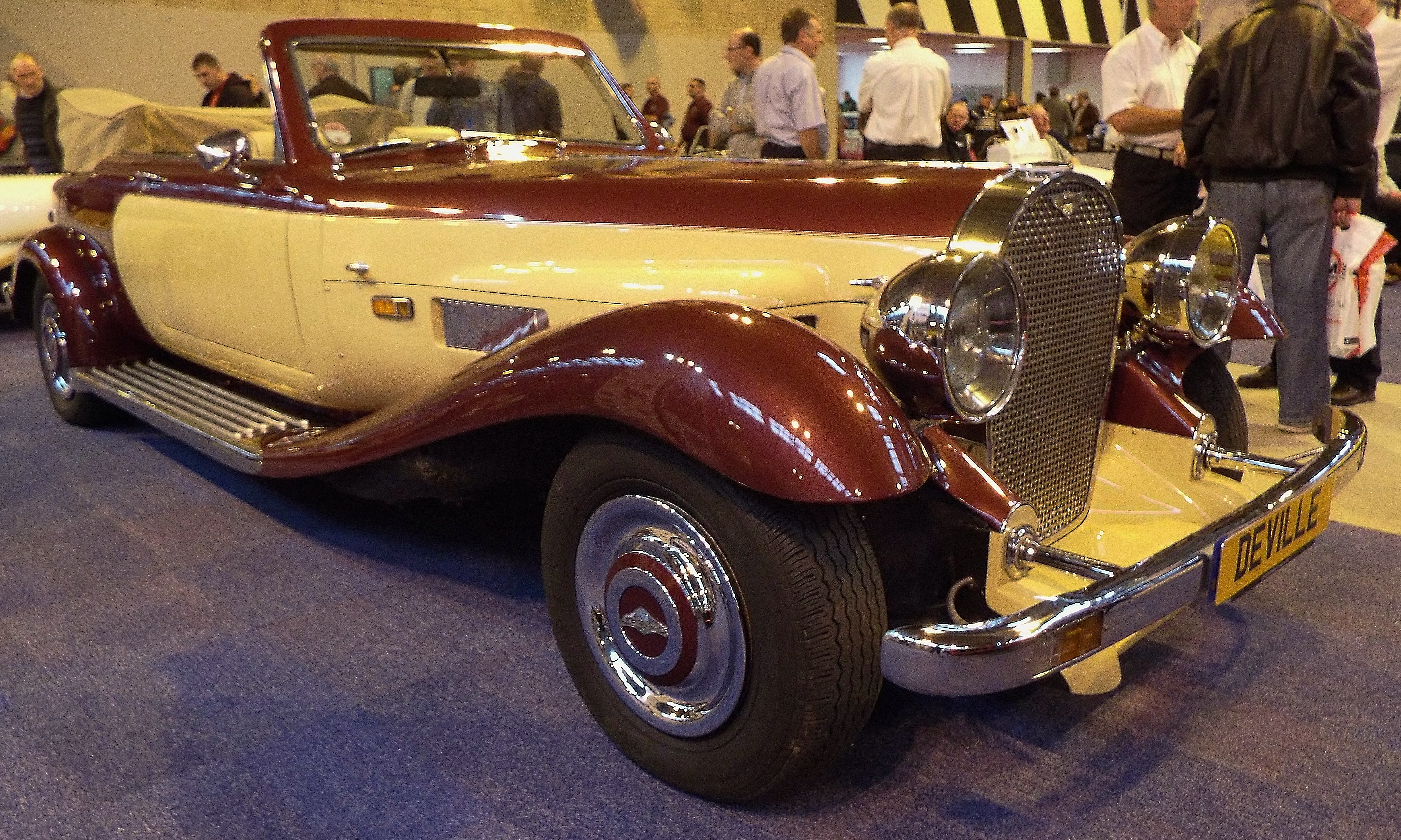
De Ville Convertible